# NGC 5235
NGC 5235 é uma galáxia espiral barrada (SBbc) localizada na direcção da constelação de Virgo. Possui uma declinação de +06° 35' 06" e uma ascensão recta de 13 horas, 36 minutos e 01,4 segundos.
A galáxia NGC 5235 foi descoberta em 13 de Abril de 1784 por William Herschel.